# The 20/20 Experience 2 of 2
The 20/20 Experience 2 of 2 è il quarto album in studio del cantautore statunitense Justin Timberlake, pubblicato il 27 settembre 2013 dalla RCA.
Si tratta della seconda parte di un progetto di due album, la cui prima parte era stata pubblicata nello stesso anno. Il primo singolo estratto è Take Back the Night, pubblicato il 12 luglio 2013. In coincidenza dell'uscita di The 20/20 Experience 2 of 2, uscirà anche un cofanetto che comprenderà entrambi i progetti, intitolato The 20/20 Experience: The Complete Experience.

## Background
Nel settembre 2006 Timberlake ha pubblicato il suo secondo album FutureSex/LoveSounds. Un successo sia per la critica che nelle vendite, da esso sono stati tratti sei singoli, incluse le hit mondiali SexyBack, e What Goes Around...Comes Around. Alla fine del tour del 2007, di supporto all'album, Timberlake si è preso una pausa dalla sua carriera musicale per concentrarsi sul cinema.
Ha comunque lavorato dietro le quinte con la sua etichetta Tennman Records, fondata nel 2007, e col suo team di produzione, The Y's. Ha anche partecipato ad alcuni singoli di altri artisti, come 4 Minutes di Madonna e Carry Out di Timbaland.

## Sviluppo
Nel 2010 il manager di Timberlake, Johnny Wright, ha iniziato a lavorare con l'artista su della nuova musica. Wright ha proposto una promozione basata su un'applicazione da scaricare, oppure di far uscire una nuova canzone ogni mese. Timberlake però non era interessato nel tornare a fare musica, e ha continuato a dedicarsi alla carriera cinematografica. Intorno alla fine di maggio 2012, Timberlake ha chiesto a Wright di cenare insieme e gli ha rivelato di aver passato le ultime notti in studio con Timbaland, lavorando su del nuovo materiale. I due a quel punto hanno iniziato subito a pianificare la promozione per l'album e la data della pubblicazione. Alla fine sono stati d'accordo nel farlo in un periodo di tempo breve, facendo uscire il nuovo singolo sette od otto settimane prima dell'album.
Dopo l'uscita di The 20/20 Experience, Wright ha confermato che l'album era pronto a metà giugno. Timberlake ha avuto solo quattro settimane per registrare tutto il materiale, perché nel mentre era impegnato con le riprese del film Runner, Runner. Inizialmente l'album sarebbe dovuto uscire in ottobre 2012, ma la data è stata posticipata a causa delle nozze del cantante con l'attrice Jessica Biel.
Durante un'intervista con Ryan Seacrest, Timberlake ha spiegato il significato della copertina dell'album: «Stavo facendo ascoltare alcuni pezzi a degli amici che erano venuti in studio di registrazione, e gli ho chiesto "Cosa ne pensate?", e il mio migliore amico mi ha detto "Questa è musica che si può vedere", e per qualche ragione questa cosa mi è rimasta impressa».

## Pubblicazione
In marzo 2013, il produttore Questlove ha annunciato che Timberlake stava pianificando la pubblicazione di un seguito a The 20/20 Experience in novembre. Il co-produttore dell'album, Jerome "J-Roc" Harmon ha rivelato che il seguito avrebbe contenuto degli outtakes dell'album originale, insieme a nuovo materiale registrato successivamente.
Timberlake ha annunciato il 5 maggio che il suo quarto album in studio, The 20/20 Experience: 2 of 2, sarebbe stato pubblicato il 30 settembre.
The 20/20 Experience: 2 of 2 è già disponibile in pre-order su iTunes Store dal 12 luglio 2013. Timberlake ha reso pubblica la tracklist attraverso una serie di video pubblicati su Instagram il 14 agosto 2013.

## Singoli
Take Back the Night è stato pubblicato come primo singolo il 12 luglio 2013, dopo aver pubblicato un video teaser due giorni prima. È stato reso disponibile per il download su iTunes Store il giorno stesso, insieme alla possibilità di preordinare l'intero album.

## Promozione
Per promuovere The 20/20 Experience and 2 of 2, Timberlake ha annunciato il 5 maggio 2013 il suo secondo tour mondiale: The 20/20 Experience World Tour.
Promosso principalmente da AEG Live, il tour inizierà il 31 ottobre 2013 a Montréal.
Sono state già annunciate 22 date tra Canada e Stati Uniti, l'ultima data fissata per il 16 febbraio 2014 a Chicago.
Sul sito ufficiale di Timberlake è specificato che verranno annunciate prossimamente altre date che toccheranno Europa, Sud America e Australia.

## Tracce
Edizione Standard
1. Gimme What I Don't Know (I Want) – 5:15 (Justin Timberlake, Timothy Mosley, Jerome "J-Roc" Harmon, James Fauntleroy)
2. True Blood – 9:31 (Justin Timberlake, Timothy Mosley, Jerome "J-Roc" Harmon)
3. Cabaret (feat. Drake) – 4:32 (Justin Timberlake, Timothy Mosley, Jerome "J-Roc" Harmon, James Fauntleroy, Aubrey Graham, Daniel Jones)
4. TKO – 7:04 (Justin Timberlake, Timothy Mosley, Jerome "J-Roc" Harmon, James Fauntleroy, Barry White)
5. Take Back the Night – 5:53 (Justin Timberlake, Timothy Mosley, Jerome "J-Roc" Harmon, James Fauntleroy)
6. Murder (feat. Jay-Z) – 5:07 (Justin Timberlake, Timothy Mosley, Jerome "J-Roc" Harmon, James Fauntleroy, Shawn Carter)
7. Drink You Away – 5:31 (Justin Timberlake, Timothy Mosley, Jerome "J-Roc" Harmon, James Fauntleroy)
8. You Got It On – 5:55 (Justin Timberlake, Timothy Mosley, Jerome "J-Roc" Harmon, James Fauntleroy)
9. Amnesia – 7:04 (Justin Timberlake, Timothy Mosley, Jerome "J-Roc" Harmon, James Fauntleroy, Daniel Jones)
10. Only When I Walk Away – 7:05 (Justin Timberlake, Timothy Mosley, Jerome "J-Roc" Harmon, James Fauntleroy, Amedeo Minghi)
11. Not a Bad Thing – 11:28 (Justin Timberlake, Timothy Mosley, Jerome "J-Roc" Harmon, James Fauntleroy)

Edizione Deluxe (disc 2)
1. Blindness – 4:48 (Justin Timberlake, Robin Tadross, James Fauntleroy)
2. Electric Lady – 4:20 (Justin Timberlake, Timothy Mosley, Jerome "J-Roc" Harmon, James Fauntleroy)